# FS Treni Turistici Italiani
FS Treni Turistici Italiani (abbreviata come TTI) è una società di proprietà del gruppo italiano Ferrovie dello Stato Italiane, che si occupa del servizio passeggeri a carattere turistico lungo la penisola italiana.
Al 2024, l'Amministratore Delegato di FS Treni Turistici Italiani è Luigi Cantamessa, nel Gruppo FS dal 2002 e Direttore Generale della Fondazione FS Italiane dal 2013.

## Storia
La società venne presentata dal gruppo Ferrovie dello Stato Italiane il 24 luglio 2023, oltre a FS Security e a FS Park.
Lo scopo della società è di creare un servizio turistico passeggeri ad alta qualità, sostenibile, attento a riscoprire le ricchezze del territorio italiano.
Il primo convoglio di TTI nominato Espresso Cadore, partì dalla stazione di Roma Termini il 15 dicembre 2023 con destinazione a Calalzo di Cadore anche se la destinazione finale era Cortina d’Ampezzo, raggiungibile solo tramite degli autobus.
Nell'estate 2024, entrarono in servizio le direttrici Espresso Versilia e Espresso Riviera. I due treni Espressi partono dalla stazione di Milano Centrale con destinazione a Livorno e Ventimiglia.
Nell'autunno 2024, entrarono in servizio altre due direttrici nominate Espresso Assisi e Espresso Langhe-Monferrato, con partenza dalla stazione di Roma Termini e con arrivo ad Assisi e Alba. Dopo il viaggio della prima coppia Espresso Assisi, il treno è stato prolungato ad Arezzo nei collegamenti di sabato, e a Firenze (terminando a Firenze Santa Maria Novella) nei collegamenti domenicali. 
Dal dicembre 2024 è espletato il servizio Sicilia Express, con partenza da Torino Porta Nuova e destinazione Palermo e Siracusa, la relazione ha lo scopo dichiarato di fungere da alternativa al mezzo aereo e su gomma per il rientro dei siciliani sull'isola in occasione delle principali festività, come Natale, Pasqua e le ferie estive. Il servizio gode dei sussidi della Regione siciliana al fine di calmierare i prezzi dei biglietti e si affianca ai servizi Intercity Notte che collegano settimanalmente il nord con il mezzogiorno. Seguendo la filosofia dall'azienda, il viaggio è accompagnato da intrattenimento a bordo e attività di promozione del patrimonio culturale ed enogastronomico siciliano.
Nel marzo 2025 Treni Turistici Italiani ha preso in carico la trazione del treno Espresso di European Sleeper Bruxelles-Venezia, con una coppia di E.402B che ha trainato il treno dal Brennero a Venezia Mestre.

## Materiale rotabile utilizzato
Locomotive:
- D.445
- E.402B
- E.464
- E.656

Carrozze:
- Carrozze FS tipo UIC-X
- Carrozze FS tipo Z1

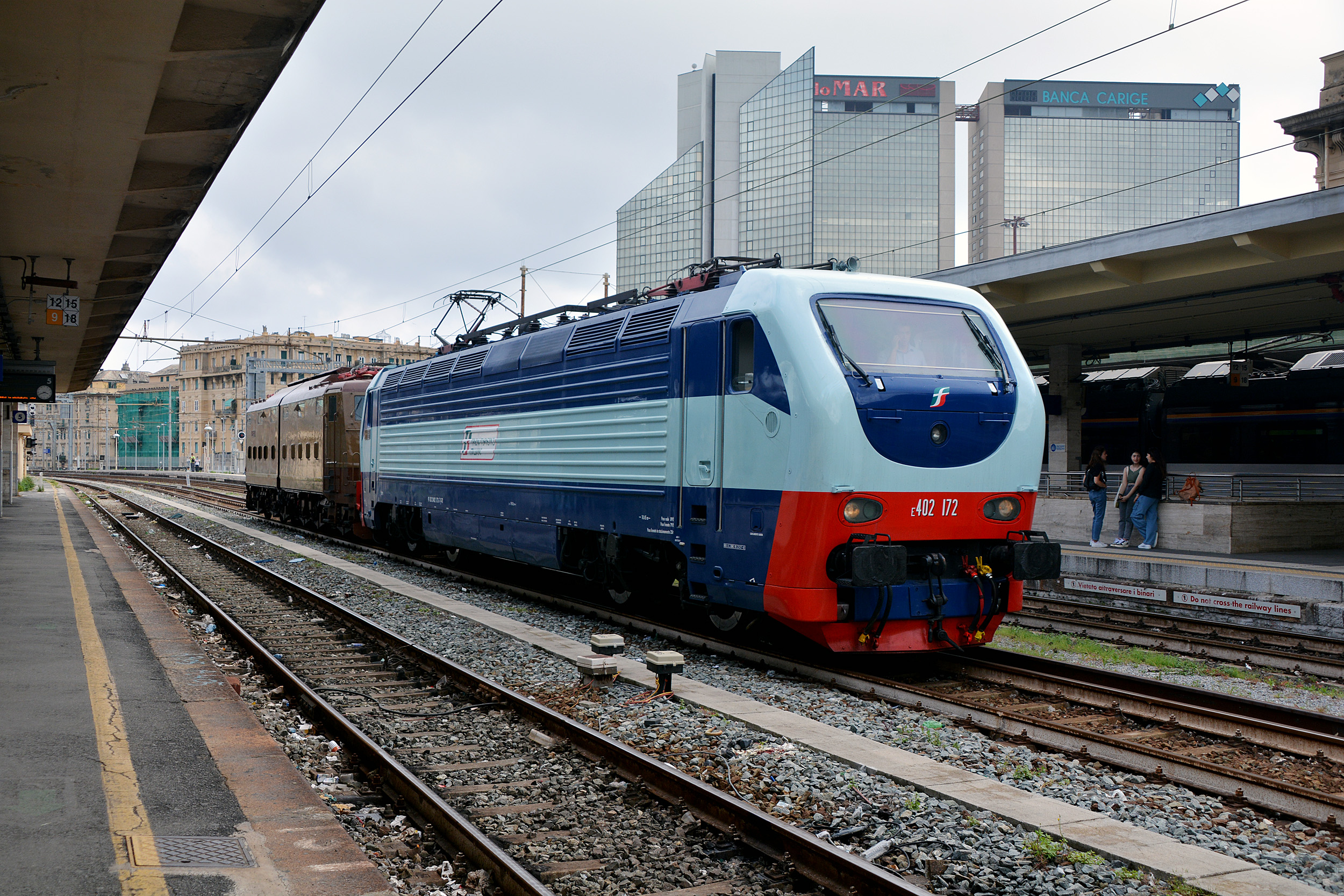
E.402B in livrea Treni Turistici Italiani a Genova Brignole.

- Carrozze FS tipo MDVC (con interni dedicati al trasporto bagagli e biciclette)

## Tratte
I treni di TTI operano su diverse direttrici a orario periodico.
Attualmente sono attestati sulle seguenti direttrici, ogni fine settimana.:
- Roma - Genova - Savona - Alassio - Imperia - Sanremo - Ventimiglia - Mentone - Monaco - Nizza - Cannes - Saint Raphael - Tolone - Marsiglia (Espresso Riviera) - (dal 4 luglio al 31 Agosto)
- Roma - Tarquinia - Capalbio - Orbetello - Grosseto - Monte Pescale - Monte Antico - Monte Amiata - Terrenieri Montalcino - Asciano - Siena (Espresso Val d'Orcia e Siena) - (dal 6 Settembre al 1 Dicembre)
- Roma - Acqui Terme - Nizza Monferrato - Asti - Alba (Espresso Langhe Monferrato) - (dal 3 Ottobre al 1 Dicembre)
- Roma - Terni - Spoleto - Foligno - Spello - Assisi - Perugia - Arezzo (Espresso Assisi) - (dal 5 ottobre)

Solo in occasione di importanti festività nazionali:
- Torino - Milano - Parma - Bologna - Firenze - Roma - Salerno - Messina - Siracusa/Palermo (Sicilia Express)

### Tratte Future
- Roma - Innsbruck - Monaco di Baviera (Espresso Monaco) - (nel 2025)
- Roma - Arezzo - Milano - Zurigo (Espresso Mercatini) - (nel 2025)
- Roma/ Milano - Cortina d'Ampezzo (Espresso Cadore) - (nel 2026)
- Milano - Cinque Terre - Versilia (Espresso Versilia) - (nel 2025)